# Němčice (okres Mladá Boleslav)
Obec Němčice se nachází v okrese Mladá Boleslav, kraj Středočeský. Rozkládá se osm kilometrů jižně od Mladé Boleslavi. Žije zde 191 obyvatel.

## Historie
O době vzniku Němčic není nikde dochována žádná zpráva, ale existovaly jistě dávno před tím, než se zmiňuje nejstarší zápis. První zmínka pochází ze 14. století, připomíná jakéhosi zemana z Němčic. Později se staly Němčice majetkem rodu Johanitů u Matky Boží na Malé Straně v Praze. Za husitských válek se zmocnil Němčic i Zdětína (obě vsi patřily Johanitům) Václav Myška z Hrádku nad Zámostím, který byl horlivým přívržencem Jana Husa.
Roku 1437 byly obě vsi postoupeny císařem Zikmundem Janovi z Kunvaldu. Jan z Kunvaldu prokázal císaři mnohé služby a ten se mu za to vždy náležitě odměnil. Roku 1436 daroval císař Janovi Uhříněves, roku 1437 Dražice. Během svého života obdržel Jan z Kunvaldu od císaře mnoho statků, ale i majetku církevního, např. Vtelno nad Jizerou, Klíčany a Hostice. Jan zemřel po roce 1440. Jeho potomci synové Jan Václav a Bohuslav a dcera Anna pak vládli Dražicům.
K Němčicům se táhli páni Myškové. Konečně roku 1446 prodal Hereš Myška Hrádek nad Zámostím, který leží nad Jizerou, vsi Libichov, Strašnov, Němčice a Hrušov svým synovcům Pavlovi a Matějovi a Hrádku. Proti tomuto prodeji byl Pešík ze Struh dědic Libichova, který tvrdil, že má větší právo na dědictví Němčic a Strašnova. Pravděpodobně ale něco v této při získal, neboť část Němčic patřila k majetku Stružskému. Tento zmiňovaný Pešík byl roku 1440 na sjezdu v Nymburce a roku 1450 mezi těmi, kteří táhli proti Sasům. Později pak vládl na Struhách Zdeněk z Chrástu, ten po své smrti (1492) zanechal část Němčic své dceři Johance. Johanka se provdala za Zikmunda Stružského z Doubravan a v roce 1547 odkázala dvůr v Němčicích Janovi Mistrovskému z Nemyšle, který vedl spor o statek v Němčicích s Janem Purkrabím z Donína a teprve roku 1552 tento spor vyhrál. Krátce poté podstoupil statek Krizeldě z Hodějova, která prodala Němčice Jiříkovi Cetenskému. Když Mistrovský v roce 1554 činil poslední pořízení, nejmenoval Němčice již mezi svými statky. To bylo samo sebou důkazem, že Němčice byly odděleny od Struh. Jiří Cetenský se zmiňuje o Němčicích jako o příslušenství Vinařickém. Jeho nástupce Mikuláš neudržel, snad je prodal Václavu Mazancovi z Vestce. Část Němčic byla již dříve v moci pánů z Donína a patřila k Charvátcům. Paní Anna z Vartemberka koupila roku 1555 Charvátecký statek od Jana z Donína a připojila Němčice k Dobrovici.
Zatím jiný díl Němčic patřil vrchnosti boleslavské. Město Boleslav se vykoupilo z poddanství za Bohuslava Hasišteinského dne 19. dubna 1595 a stalo se městem královským. Bohuslav byl velmi příznivý Němcům a mnoho jich přivedl do Boleslavi. Se svou manželkou Evou z Valdštejna neměl žádné děti a proto učinil hlavní dědičkou právě ji. Zemřel 17. října 1605 a byl pohřben v Týnském kostele v Praze. Eva se znovu provdala a to za Jiřího Bedřicha, hraběte z Hohenlohe, J. M. G. válečného řádu, kterému odkázala všechen svůj majetek. Roku 1628 prodala boleslavské panství a Kosmonosy Gottfriedovi Jindřichovi, hraběti z Pappenheimu. Ten, známý válečník, byl smrtelně postřelen v bitvě u Lutzenu a zemřel 7. listopadu 1632. Než zemřel, poručil svého nezletilého syna Wolfganga Adama a manželku do péče knížeti frýdlantskému. Také Wolfgang šel dráhou válečníka a při jednom boji byl zabit. Dle poslední vůle hraběte připadly statky Marii Esteře z Huischinu, rozené Gerau a Kateřině z Trautmannsdorfu. Marie Ester prodala kosmonoské panství roku 1650 Heřmanu Černínovi z Chudenic za 120 000 zl. uherských. Černínové drželi panství do roku 1738. Pak bylo panství prodáno roku 1740 Zikmundu Gustavovi, hraběti Hrzanovi z Harasova. Roku 1760 koupila kosmonoské panství Jahanna Martinická. Roku 1804 se dostalo panství do rukou Friedrichovi z Mirbachu. V jeho rodu zůstalo dlouho přes rok 1848.
Během posledních dvaceti let[kdy?] se obec rozrostla o deset nových domů a osmnáct bylo zadaptováno. V současné době žije v Němčicích více mladých rodin, což je předpokladem zdárného vývoje obce. Společnými silami rodičů za přispění obecního úřadu vzniklo malé dětské hřiště s klouzačkou a pískovištěm.

## Historie sdružení dobrovolných hasičů

### Založení sboru
Od šedesátých let 19. století klíčila v Čechách znovu víra v národní sílu a tato víra se začala záhy projevovat ve spolkovém životě. Průkopníkem nových myšlenek se stal dr. Miroslav Tyrš, zakladatel Sokolstva. Jeho zásluhou byla roku 1861 založena první sokolská jednota v Praze. O několik málo let později vzniká české dobrovolné hasičstvo. Vlna nadšení přinášející s sebou zakládání hasičských sborů zasáhla Mladoboleslavsko již v roce 1869, kdy byl založen sbor dobrovolných hasičů v Mladé Boleslavi.
Po vzoru jiných obcí došlo také v Němčicích k založení sboru dobrovolných hasičů v roce 1901. Tehdejší starosta obce Pavel Pavlíček po vykonaných přípravách sezval občany do ustavující schůze, v níž přesvědčivě promluvil o poslání hasičstva J. Míchal – velitel hasičského sboru z Jizerního Vtelna. Výsledek schůze plně uspokojil, neboť se přihlásilo 14 členů činných a 4 přispívající. Tím byl sbor dobrovolných hasičů v Němčicích uveden v život a volbami byli v jeho čelo postaveni: Alois Havlůj jako starosta a Pavel Pavlíček jako velitel. Dále byli zvoleni J. Salač náměstkem velitele, V. Novák jednatelem a P. Šlechta pokladníkem. Sbor se za týden přihlásil k boleslavské župě.
Nově založený sbor musel těžce zápasit s četnými nedostatky, přestože obecní zastupitelstvo projevovalo plně pochopení pro potřeby svého sboru, přece nebylo možno vyzbrojit sbor tak, jak by potřeboval. Bylo opatřeno to nejnutnější. Byla zakoupena čtyřkolová stříkačka, 80 metrů hadic a skladiště. Zemská hasičská jednota dodala 8 svazků odborných knih, bylo okamžitě započato s výcvikem mužstva.
V roce 1902 byl zvolen za odstupujícího Pavla Pavlíčka František Horák a pro členy sboru byl pořízen slavnostní stejnokroj. Mezi občany pořízena sbírka, která na tehdejší dobu vynesla velmi slušnou částku 160 korun. Zbývající část za stejnokroje uhradila obec. V témž roce dal náměstek velitele Salač svým nákladem ozdobit štít hasičského skladiště heslem „lidem k ochraně – vlasti k oslavě“. V den národního svátku 28. září 1902 byla dobrovickým děkanem vysvěcena stříkačka. Při této slavnosti byl přítomen i mladoboleslavský sbor. Sboru byla též přidělena příruční lékárnička a členové se snažili, aby sbor prospíval technicky i administrativně. V roce 1903 bylo přikoupeno 40 m hadic. V roce 1904 byl zvolen na valné hromadě velitel K. Vrabec. Roku 1906 byl zvolen jako náměstek velitele V. Hložek.
Do klidného života zasáhla rušivě v roce 1914 světová válka. Téměř dvě třetiny sboru opustily své domovy, aby nastoupily vojenskou službu. Záhy na to v roce 1915 zemřel první starosta sboru Alois Havlůj. K vytrvalé práci i v této těžké době nabádal členstvo sboru zemský dozorce př. J. Brázda, který vykonal v roce 1916 přehlídku sboru. Po ukončení války se vrátilo pět členů, kteří opět doplnili sbor. Nevrátili se však Pavel Novák, Pavel Pavlíček a Alois Havlůj ml. Z občanů Němčic se také nevrátili Josef Fortner, František Horák, Václav Jonáš, František Rudolf a František Verfl.

### Činnost během první republiky
Ochablou činnost v poválečné době se snažili svědomitě povzbudit členové sboru v čele s nově zvoleným starostou J. Horákem. Byla doplňována výzbroj, zakoupeny nové čapky a stejnokrojové odznaky. V roce 1924 se sbor zúčastnil již v plné síle Smetanových oslav v Jabkenicích a menšinové slavnosti ve Voděradech. Od roku 1921 také fungoval v obci Němčice čtenářský ochotnický spolek, který se zasloužil v roce 1925 o zřízení pomníku padlých v první světové válce. Tento spolek organizoval výlety, plesy, zábavy, besedy, koncerty, několikrát se hrálo divadlo, recitovalo se. Pořádaly se dožínky, cyklistické závody a stavění májek. Spolek si dal za úkol udržovat kulturní činnost na vysoké úrovni. Za souhlasu župy byly při valné hromadě v roce 1926 předány čestné diplomy za nepřetržitou 25letou činnost těmto přátelům: Václavu Hložkovi z čísla 14, Václavu Hložkovi z čísla 28, Václavu Duškovi, Karlu Vrabcovi a Václavu Novákovi. Slavnostní projev pronesl župní jednatel př. Borovec a jako hosté se dostavili zástupci hasičských sborů z Libichova a Dobrovice.
Členstvo němčického sboru se zúčastnilo se dvěma členy samaritánského výcviku a celý sbor vystoupil veřejně na krajské výstavě v Mladé Boleslavi v roce 1927. Při valné hromadě roku 1928 byli zvoleni: starostou př. Hložek, velitelem br. František Miler, jeho náměstkem Josef Volf, jednatelem br. Václav Pavlíček a pokladníkem br. Josef Toman. V tomto roce vystoupil také sbor při odhalení pomníku padlým ve Vinařicích, při župním sjezdu ve Březně a na Všeslovanském hasičském sjezdu v Praze. Výzbroj byla doplněna o 100 m hadic. V následujícím roce cvičil sbor na okrskovém sjezdu ve Strašnově a zúčastnil se župního sjezdu v Bukovně. Při zahájení valné hromady v roce 1930 byly vzpomenuty zásluhy dlouholetého pokladníka sboru br. Petra Štechy a členstvo věnovalo posmrtnou vzpomínku tomuto obětavému pracovníku. Tohoto roku cvičil sbor na okrskovém cvičení v Plazích a župním sjezdu v Žerčicích. V roce 1931 byl zvolen starostou sboru br. Verfl, ostatní funkcionáři zůstali na svých místech. Bylo postaveno nové hasičské skladiště na náklad sboru. Ruční a potažní práce byly provedeny členy sboru a jeho příznivci zdarma.
28. června 1931 byl v obci pořádán župní sjezd hasičstva mlado-boleslavského okresu. Kapelník Pulda zahrál se svým souborem budíček a brzy na to se začaly sjíždět hasičské sbory. V devět hodin byla celá župa seřazena v počtu 700 mužů a připravena k pochodu. První zastavení bylo u pomníku padlých v první světové válce. Župní starosta Šembera pronesl projev, ve kterém vzpomněl padlé. Poté byl nastoupen pochod ke cvičišti. Při vztyčování vlajky sbor z Němčic předvedl dvě scény, a to „Kde domov můj a Nad Tatrou sa blýská“. Cvičení se zúčastnilo celkem deset sborů. Odpoledne byl pořádán koncert a večer taneční zábava. Pro tuto příležitost bylo pořízeno 19 nových pracovních stejnokrojů. V roce 1933 na valné hromadě hasičského sboru byla založena samaritánská stráž, do které se přihlásilo 12 občanů včetně žen. O dva roky později se sbor hasičů zúčastnil 8 cvičení praktických a zasahoval ve 2 požárech v okolních obcích. V témž roce byl zvolen jednatelem Václav Hložek z čísla 14.

### Po druhé světové válce
V roce 1959 se sbor hasičů zúčastnil cvičení se stříkačkou na Horkách. Sbor byl omlazen novými členy, kteří svůj volný čas věnovali výcviku a plnění všech úkolů, které vyplývají z této činnosti. V roce 1971 byl sbor rozšířen o družstvo dorostu. Od dubna 1975 slouží občanům nová prodejna, na jejíž stavbě se podíleli i členové hasičského sboru. Společně s obcí Libichov byl vybudován vodovod v hodnotě 1,5 milionu korun. Byla dobudována kanalizace a upraveno veřejné prostranství.
V roce 1976 sbor uspořádal oslavu 75. výročí založení sboru. Hasičská družstva předváděla různá cvičení. Velký zájem byl o výstavu historických stříkaček a fotodokumentace činnosti sboru i obce. Na oslavu přijeli hasiči z Němčic u Pardubic, kteří přivezli pardubický perník a pardubické pivo. Při této příležitosti členy sboru pozvali do jejich obce, návštěvy se konaly z obou stran. V dalším roce obec navštívili občané a hasiči z Němčic u Boskovic, kteří přivezli dary a suvenýry.
Následující léta byla poznamenána přílivem mladých lidí do sboru. Vzniklo dětské družstvo Plamen pod vedením Marie Pavlíčkové. Ani ženy z Němčic nezůstaly pozadu. Družstva mužů, žen, dorostu i dětí úspěšně soutěžila v okrskových kolech a v okresním kole, a umísťovala se i na nejlepších příčkách. Od roku 1987 se utvořilo družstvo, které většinou vítězí v okrskových soutěžích i v okresních kolech. Velkou zásluhu na výsledcích má pan Libor Bureš. Družstvo soutěží s nepatrnými výjimkami ve stejné sestavě.

## Územněsprávní začlenění
Dějiny územněsprávního začleňování zahrnují období od roku 1850 do současnosti. V chronologickém přehledu je uvedena územně administrativní příslušnost obce v roce, kdy ke změně došlo:
- 1850 země česká, kraj Jičín, politický i soudní okres Mladá Boleslav[4]
- 1855 země česká, kraj Mladá Boleslav, soudní okres Mladá Boleslav[4]
- 1868 země česká, politický i soudní okres Mladá Boleslav[4]
- 1939 země česká, Oberlandrat Jičín, politický i soudní okres Mladá Boleslav[5]
- 1942 země česká, Oberlandrat Praha, politický i soudní okres Mladá Boleslav[6]
- 1945 země česká, správní i soudní okres Mladá Boleslav[7]
- 1949 Pražský kraj, okres Mladá Boleslav[8]
- 1960 Středočeský kraj, okres Mladá Boleslav[9]

## Doprava
Silniční doprava
Územím obce vede silnice I/38 Kolín–Nymburk–Mladá Boleslav–Doksy–Jestřebí.
Železniční doprava
Železniční trať ani stanice na území obce nejsou. Nejblíže obci je železniční stanice Dobrovice ve vzdálenosti 1,5 km ležící na trati 071 z Nymburka do Mladé Boleslavi.
Autobusová doprava
V obci zastavovaly v květnu 2011 autobusové linky jedoucí do těchto cílů: Dobrovice, Loučeň, Lysá nad Labem, Mladá Boleslav, Nymburk 

## Další fotografie

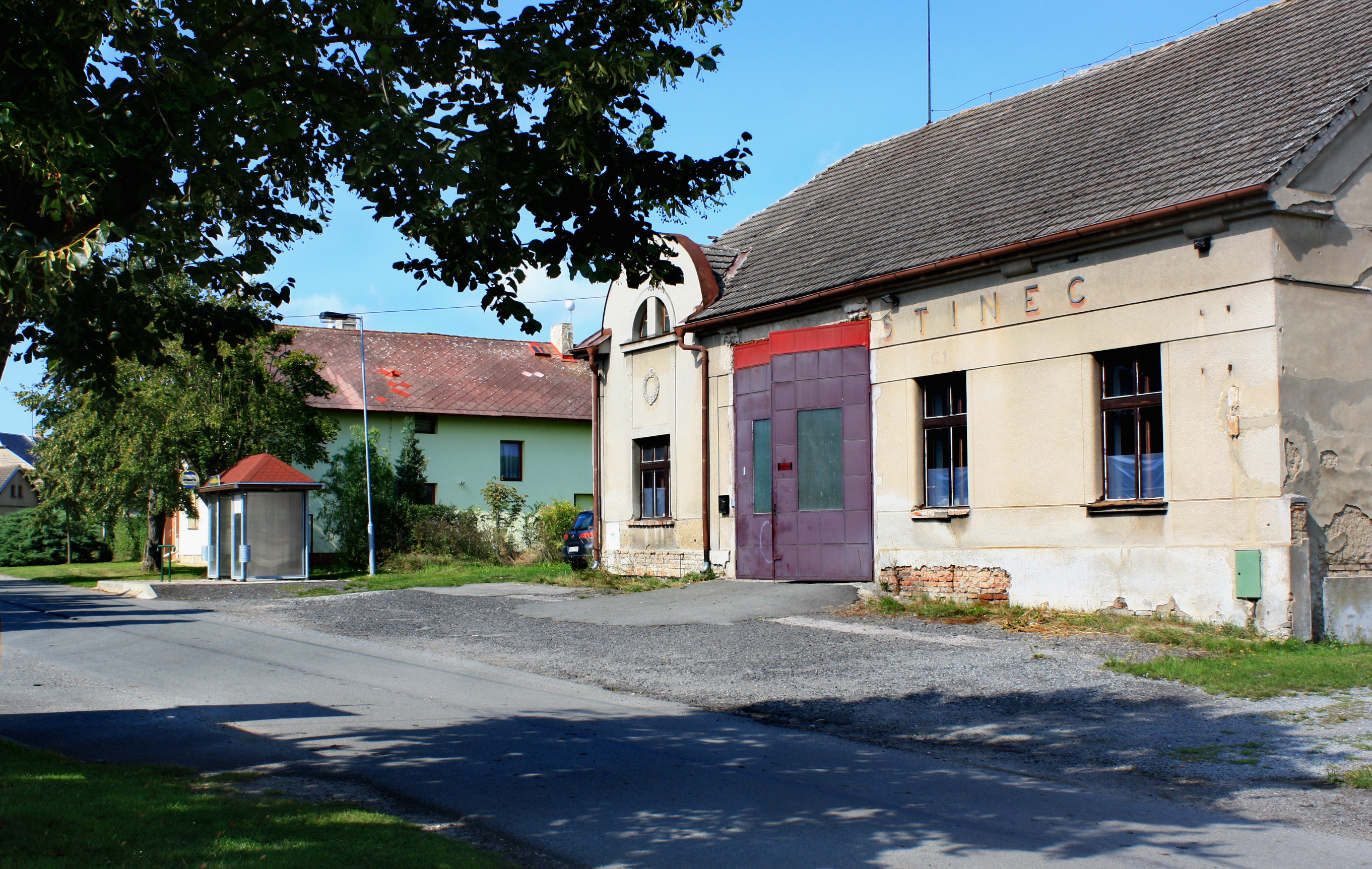
Náves s bývalou hospodou
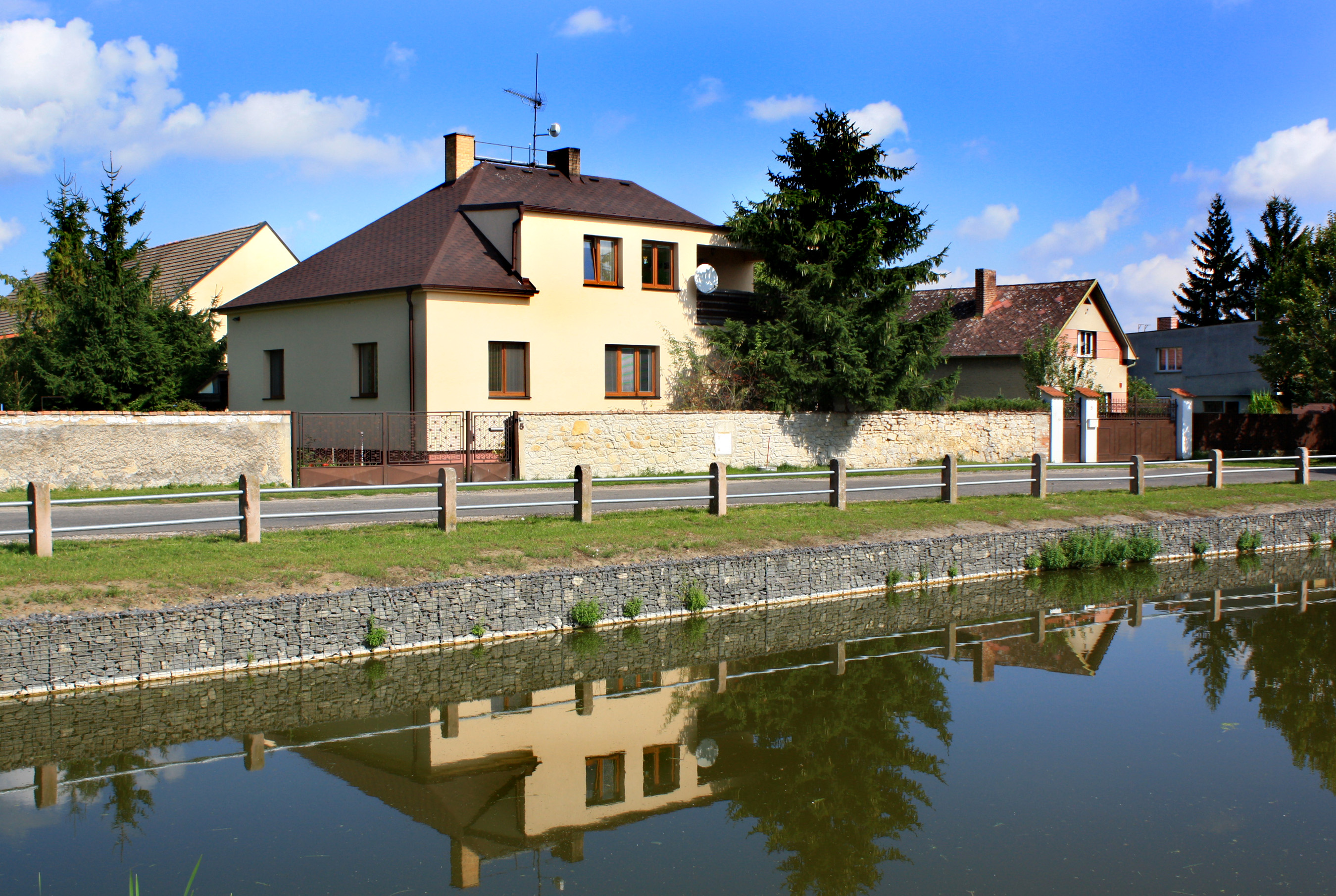
Rybník na návsi
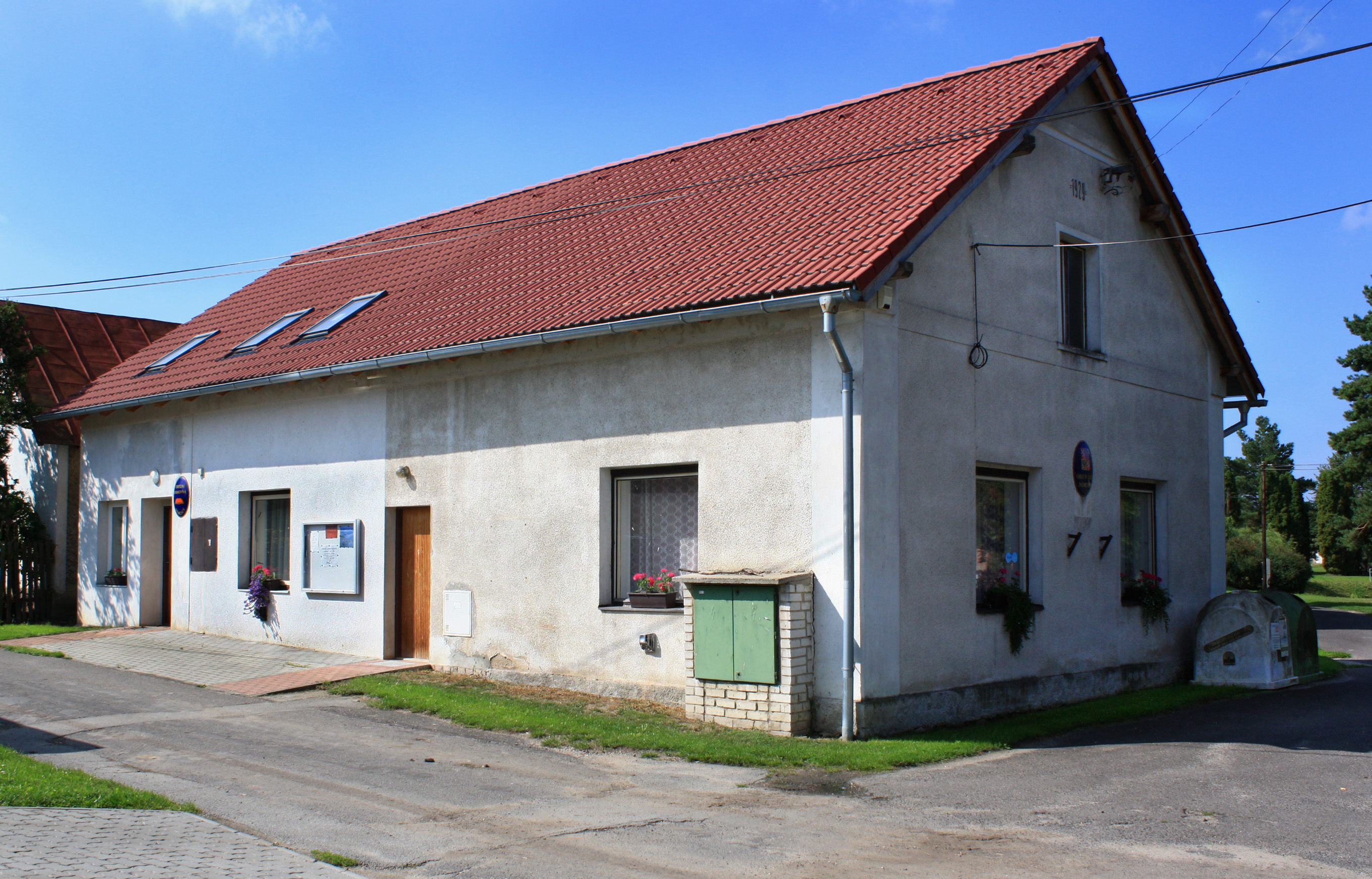
Obecní úřad